# Trikeraia
Trikeraia és un gènere de plantes de la família de les poàcies. És originari del Pakistan al Tibet. Fou descrit per Norman Loftus Bor i publicat a Kew Bulletin 9(4): 555, f. s.n. 1954. (2 Març de 1955)

## Espècies
- Trikeraia hookeri (Stapf) Bor
- Trikeraia oreophila Cope
- Trikeraia pappiformis (Keng) P.C. Kuo & S.L. Lu
- Trikeraia tianshanica  S.L. Lu & X.F. Lu [2]